# Mare de Déu de la Bonanova (Portvendres)
La Mare de Déu de la Bonanova és l'església parroquial de la vila de Portvendres, a la comarca del Rosselló (Catalunya del Nord).
Està situada en el Port vell de Portvendres, ara esdevingut un ample passeig.
Acabada el 1888, fou obra de l'arquitecte Drogart, és d'estil neoromànic, i té una bella cúpula dedicada a la Mare de Déu.